# Chromis bami
Chromis bami är en fiskart som beskrevs av Randall och Mccosker 1992. Chromis bami ingår i släktet Chromis och familjen Pomacentridae. Inga underarter finns listade i Catalogue of Life.